# Max Pausch
Max Pausch (ur. 22 kwietnia 1894, zm. 12 listopada 1948 w Landsberg am Lech) – zbrodniarz hitlerowski, kierownik obozu koncentracyjnego Gusen II w latach 1944–1945 i SS-Hauptsturmführer.
Członek SS od 1932 (nr identyfikacyjny w SS: 54021) i NSDAP od 1933. W 1943 pełnił służbę w obozie Oranienburg. W 1944 Pausch został przeniesony do kompleksu obozowego Mauthausen, gdzie pełnił funkcję kierownika obozu (Schutzhaftlagerführera) i zastępcy komendanta obozu Gusen II. Kierował również częściową ewakuacją tego obozu, która miała miejsce w dniach 17–21 stycznia 1945. Na skutek zbrodniczych działań Pauscha tylko jeden więzień przeżył tę ewakuację. Maltretował on więźniów również w wielu innych sytuacjach.
Max Pausch został osądzony w dziewiętnastym procesie załogi Mauthausen-Gusen przed amerykańskim Trybunałem Wojskowym w Dachau. Skazano go na karę śmierci przez powieszenie. Wyrok wykonano 12 listopada 1948 w więzieniu Landsberg.